# Tiểu vương quốc Diriyah
Tiểu vương quốc Diriyah là nhà nước đầu tiên của gia tộc Saud. Quốc gia này được thành lập vào năm 1744 (1157 theo lịch Hồi giáo) khi Muhammad ibn Abd al-Wahhab và Muhammad bin Saud thành lập liên minh để hình thành một phong trào cải cách xã hội-tôn giáo nhằm thống nhất nhiều nhà nước trên bán đảo Ả Rập và giải phóng họ khỏi quyền cai trị của Đế quốc Ottoman. Năm 1744, Muhammed bin Abd Al Wahhab và Muhammad bin Saud tiến hành tuyên thệ về việc hoàn thành mục tiêu của họ. Cuộc hôn nhân giữa con trai của Muhammad bin Saud là Abdul-Aziz bin Muhammad với con gái của Muhammad ibn Abd al-Wahhab giúp chính thức hoá hiệp ước giữa hai gia tộc, kéo dài cho đến ngày nay.
Nhà Saud cùng các đồng minh nhanh chóng trỗi dậy và có chủ quyền chi phối tại bán đảo Ả Rập, đầu tiên là chinh phục Najd và sau đó bành trướng ảnh hưởng của họ đến bờ biển phía đông từ Kuwait đến biên giới phía bắc của Oman. Tiếp theo, quân đội Saud đưa vùng cao 'Asir nằm dưới quyền tôn chủ của mình, còn Muhammad bin Abd Al Wahhab viết thư cho dân chúng và các học giả để tham gia cuộc chiến jihad. Sau nhiều chiến dịch quân sự, Muhammad bin Saud qua đời vào năm 1765, quyền lãnh đạo thuộc về con trai ông là Abdul-Aziz bin Muhammad. Quân đội Saud vươn xa đến mức giành quyền chỉ huy thành phố linh thiêng Karbala (miền trung Iraq) của Hồi giáo Shia vào năm 1801. Họ tàn phá bia mộ của các thánh và các công trình kỷ niệm, cũng như sát hại trên 5.000 thường dân (theo một nguồn của Iran). Muhammad bin Abd Al Wahhab mất vào năm 1792. Đến năm 1803, tức 11 năm sau khi Wahhab mất, con trai của Abdul Aziz Bin Muhammad là Saud bin Abdul-Aziz bin Muhammad bin Saud phái quân đến Hejaz nhằm đưa khu vực này vào phạm vi thống trị của mình. Ta'if là thành phố đầu tiên bị chiếm, sau đó là hai thành phố linh thiêng Mecca và Medina. Sự kiện này được nhìn nhận là một thách thức lớn đối với quyền lực của Đế quốc Ottoman, đế quốc này thực thi quyền cai trị đối với hai thành phố này kể từ năm 1517.
Trách nhiệm làm suy yếu kém kìm kẹp của Nhà Saud được Ottoman giao cho vị phó vương Ai Cập hùng mạnh là Muhammad Ali Pasha. Trong Chiến tranh Ottoman-Saud, Muhammad Ali phái quân đến vùng Hejaz bằng đường biển, còn con trai ông ta là Ibrahim Pasha sau đó dẫn quân Ottoman đến trung tâm của Nejd, lần lượt chiếm lĩnh các thị trấn. Người cai trị của Nhà Saud là Abdullah bin Saud không ngăn nổi việc Ottoman tái chiếm khu vực. Cuối cùng, Ibrahim tiến đến thủ đô Diriyah của Nhà Saud và tiến hành bao vây trong nhiều tháng cho đến khi thành này phải đầu hàng vào mùa đông năm 1818. Ibrahim sau đó đưa nhiều thành viên của gia tộc Saud và Wahhab đến Ai Cập và thủ đô Constantinoplis của Ottoman. Trước khi dời đi, Ibrahim ra lệnh tàn phá có hệ thống Diriyah, các tàn tích của thành vẫn còn lại cho đến nay. Abdullah bin Saud sau đó bị hành quyết tại thủ đô của Ottoman, thủ cấp của ông bị vứt xuống vùng biển Bosphorus, đánh dấu kết thúc Nhà nước Saud thứ nhất. Tuy nhiên, giáo phái Wahhabi và các thành viên còn lại của gia tộc Saud sau đó lập một Nhà nước Saud thứ nhì tồn tại cho đến năm 1891, và một nhà nước thứ ba là Ả Rập Xê Út tồn tại cho đến nay.
Quân chủ
- Muhammad bin Saud 1726–1744 (Emir của Diriyah), 1744–1765 (Emir của Nejd)
- Abdul-Aziz bin Muhammad 1765–1803
- Saud bin Abdul-Aziz bin Muhammad bin Saud (Saud Al Kabeer) 1803–1814
- Abdullah bin Saud 1814–1818.